# Gordon Smith
Gordon Harold Smith, född 25 maj 1952 i Pendleton, Oregon, är en amerikansk affärsman och republikansk politiker. Han var ledamot av USA:s senat från Oregon 7 januari 1997 - 3 januari 2009. Från och med 2021 är han den sista republikanen som representerar Oregon i senaten.
Han tillbringade två år som missionär för Jesu Kristi kyrka av sista dagars heliga i 
Nya Zeeland. Han avlade grundexamen vid Brigham Young University i Utah och juristexamen vid Southwestern University School of Law i Kalifornien. Han arbetade som advokat i New Mexico och Arizona. Därefter arbetade han som direktör för Smith Frozen Foods i Oregon. Han var ledamot av delstatens senat i Oregon 1992-1997.
Han förlorade omvalet till senaten 2008 till Jeff Merkley som är talman i Oregons representanthus. I samma val valdes hans sysslingar, demokraterna Mark Udall och Tom Udall till senaten från olika delstater. År 2010 valdes ytterligare en syssling till senaten, republikanen Mike Lee från Utah.

## Privatliv
Smith och hans maka Sharon adopterade tre barn på 1980-talet, två söner (Morgan och Garrett) och en dotter (Brittany). Hans adoptivson Garrett begick självmord 2003. 